# Sports Car
«Sports Car» (En castellano «Coche deportivo») es una canción de la cantante canadiense Tate McRae. Fue lanzada el 24 de enero de 2025 como el tercer sencillo de su tercer álbum de estudio, So Close to What (2025). La canción fue coescrita con Julia Michaels, Grant y Ryan Tedder, y producida por estos dos últimos.

## Antecedentes
El 14 de noviembre de 2024, McRae anunció el lanzamiento de su tercer álbum de estudio So Close to What. El 16 de enero de 2025, se filtró una versión anterior del álbum, que incluía una maqueta de «Sports Car». El 20 de enero, McRae anunció «Sports Car» como el tercer sencillo del álbum en sus redes sociales y compartió un adelanto del videoclip, mencionando que se les «olvidó» filtrarlo.
En un comunicado de prensa, McRae reveló que «Sports Car» fue «una canción muy divertida de escribir» con la intención de capturar la «adrenalina del amor, el sexo y la emoción de todo». Utilizó «sports car» («automóvil deportivo») como metáfora del sentimiento de amor y reveló que hicieron referencia al dúo de hip hop estadounidense Ying Yang Twins con el coro susurrante.

## Recepción crítica
George Griffiths de Official Charts Company describió el coro «hablado» como «adictivo» y comparó la canción con temas de In the Zone (2003) de Britney Spears. Asimismo, Aaron Williams de Uproxx pensó que «Sports Car» recordaba a «I'm a Slave 4 U» (2001) de Spears y «Buttons» (2006) de The Pussycat Dolls y la llamó una continuación del sencillo anterior «2 Hands» (2024).

## Videoclip
El videoclip de «Sports Car» fue dirigido por Bardia Zeinali de Vogue y lanzado junto con la canción el 24 de enero de 2025. En el video, una figura sombría activa un «peep show de los años 70» cuando McRae ingresa a la cabina y baila «seductoramente» con múltiples cambios de atuendo. A lo largo del video, la cantante luce doce atuendos, que incluyen una variedad de estilos. McRae mencionó que el corsé con estampado de guepardo diseñado por Roberto Cavalli era su atuendo favorito entre el conjunto.

## Historial de lanzamiento
| Región | Fecha               | Formato(s)                 | Discográfica | Ref.  |
| ------ | ------------------- | -------------------------- | ------------ | ----- |
| Varios | 25 de enero de 2025 | Descarga digital streaming | RCA          | [ 8 ] |
| Italia | 30 de enero de 2025 | Airplay                    | Sony         | [ 9 ] |

## Premios y nominaciones
| Año  | Premio                          | Categoría              | Resultado | Referencias |
| ---- | ------------------------------- | ---------------------- | --------- | ----------- |
| 2025 | Nickelodeon Kids' Choice Awards | Canción viral favorita | Nominada  | [ 10 ]      |